# Distrito de Salzburg-Umgebung

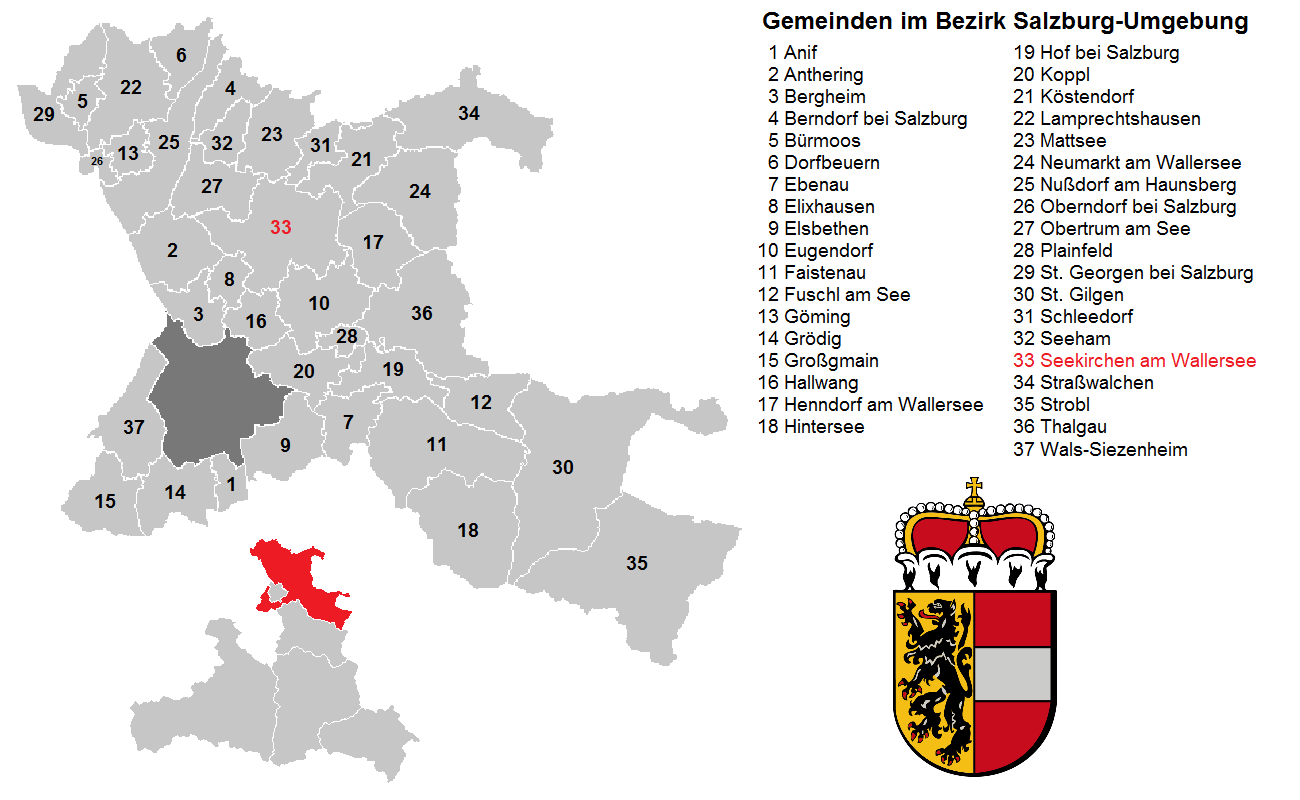
División del distrito en municipios (hacer click para agrandar).

El distrito de Salzburg-Umgebung es un distrito político del estado de Salzburgo (Austria). La capital del distrito es la ciudad de Seekirchen am Wallersee.
El distrito se corresponde con la región de Flachgau, excepto por la ciudad estatutaria de Salzburgo, que forma su propio distrito.

## Localidades con población (año 2023)

### Ciudades
1. Neumarkt am Wallersee (6,626)
2. Oberndorf bei Salzburg (6,058)
3. Seekirchen am Wallersee (11,233)

### Ciudades-mercado
1. Eugendorf (7,199)
2. Grödig (7,408)
3. Mattsee (3,499)
4. Obertrum am See (4,958)
5. Straßwalchen (8,011)
6. Thalgau (6,030)

### Municipios
1. Anif (4,286)
2. Anthering (3,748)
3. Bergheim (5,855)
4. Berndorf bei Salzburg (1,744)
5. Bürmoos (5,027)
6. Dorfbeuern (1,621)
7. Ebenau (1,434)
8. Elixhausen (3,128)
9. Elsbethen (5,507)
10. Faistenau (3,100)
11. Fuschl am See (1,659)
12. Göming (761)
13. Großgmain (2,614)
14. Hallwang (4,235)
15. Henndorf am Wallersee (5,078)
16. Hintersee (470)
17. Hof bei Salzburg (3,630)
18. Koppl (3,679)
19. Köstendorf (2,678)
20. Lamprechtshausen (4,078)
21. Nußdorf am Haunsberg (2,535)
22. Plainfeld (1,305)
23. St. Georgen bei Salzburg (3,081)
24. St. Gilgen (4,076)
25. Schleedorf (1,148)
26. Seeham (2,004)
27. Strobl (3,691)
28. Wals-Siezenheim (14,246)

## Personalidades notables
- Leopold Kohr was born in Oberndorf near Salzburg.
- Andreas Maislinger was born in St. Georgen near Salzburg.
- Carl Zuckmayer lived in Henndorf near Salzburg from 1933 to 1938.